# Cristian Marina
Cristian Marina s-a născut în 1965 la Cluj. A studiat violoncelul la Liceul de Muzică, clasa prof. Gabriela Todor, și compoziția la Academia de Muzică “Gh. Dima”, clasa prof. Cornel Țăranu.
Stabilit din 1987 în Suedia, și-a continuat studiile de compoziție la Royal College of Music din Stockholm și Göteborg cu Magnus Lindberg și Sven-David Sandström. A luat parte la "Academie d'été" - IRCAM, Paris 1995, sub îndrumarea lui Luca Francesconi și la "Accademia Chigiana", Siena 1996, sub cea a lui Franco Donatoni. Studii private cu Miklós Maros și cursuri de măiestrie cu Brian Ferneyhough, Philippe Manoury.
Lucrările sale acoperă aproape întreaga arie de genuri muzicale, fiind interpretate în concerte și festivaluri, în majoritatea țărilor europene, precum și în Japonia și Hong Kong. A participat la ISCM-World Music Days în Hong Kong (2002, 2007), Slovenia (2003) și Croația (2005, 2011). 
Partiturile sale sunt tipărite de Edition Suecia. Muzică sa este înregistrată pe CD de Phono Suecia și Fylkingen Records (Suedia) precum și de Edition LGNM (Luxemburg).
Printre ansamblurile și interpreții muzicii sale se numără: Filarmonica "George Enescu" (București), Filarmonica "Transilvania" (Cluj), l’Orchestre de Flutes Francais (Paris), Luxembourg Sinfonietta, Ansamblul Archaeus (București), KammarensembleN și Sonanza Ensemblen (Stockholm), Musica Vitae (Växjö), Stockholms Saxofonkvartett , Zagreb Saxophone Quartet, Ars Nova (Cluj), Süddeutsche Saxofon-Kammerorchester (Darmstadt), Ensemble of the Conservatory of Amsterdam etc.
Cristian Marina este membru al Societații compozitorilor suedezi (FST), al secției suedeze SIMC (președinte 2001-2004) precum și al organizațiilor Samtida Musik și Fylkingen.
In 2009 a fost distins cu Premiul "Carin Malmlöf-Forssling" al Academiei Regale de Muzică din Stockholm.
Lucrarea "Four on five" a fost distinsa cu mențiune la International Rostrum of Composers 2016, fiind difuzată în toată lumea, de către toate posturile de radio afiliate concursului.